# Manuela Diening
Manuela Diening (* 19. Februar 1992 in Hamm) ist eine deutsche Para-Ruderin. Sie startet für den Ruderverein Münster und gehört seit 2023 dem Paralympics-Kader am Olympiastützpunkt NRW/Rhein-Ruhr an.

## Karriere
Diening war für PR1 klassifiziert und wurde für diese Klasse erstmals zur Europameisterschaft 2021 in Varese nominiert. Dort erreichte sie im Finale Platz 5. 2022 startete sie zum ersten Mal beim Worldcup in Poznan und errang im Finale eine von drei Medaillen für den Deutschen Ruderverband im Para-Bereich (Bronze). Für die Europameisterschaft 2022 in München wurde sie ebenfalls wieder nominiert. Dort gewann sie die Silbermedaille. Aufgrund ihrer bisherigen Leistungen wurde sie dann auch für die Weltmeisterschaften 2022 in Racice (Tschechien) nominiert und errang dort im A-Finale Platz 4. Damit erfüllte sie die Allgemeinen Kriterien für den Paralympicskader (PAK) des Deutschen Behindertensportverbandes (DBS).
2023 wurde sie nach dem Sieg bei der Deutschen Para-Meisterschaft im Frauen-Einer PR1 für die Saison als deutsche Vertreterin bei den Europa- und den Weltmeisterschaften nominiert. Bei der Europameisterschaft in Bled (Slowenien) erreichte sie Platz 4. Bei den Weltmeisterschaften 2023 in Belgrad erreichte sie im A-Finale den 5. Platz und qualifizierte damit ihr Boot für die Paralympics 2024 in Paris.
Der DRV schlug Diening im Januar 2024 für die Nominierung zu den Paralympischen Spielen im PR1W1x vor. Bei der Europameisterschaft in Szeged (Ungarn) erreichte sie 2024 erneut den zweiten Platz. Beim Worldcup in Luzern belegte sie knapp mit einer Sekunde Abstand zur Zweiten den ersten Platz und in Poznan erreichte sie den ersten Platz in einem Zwei-Boote-Feld, die dritte gemeldete Teilnehmerin zog noch vor Beginn der Regatta ihre Meldung zurück. 
Der Weltverband veranlasste im Juli 2024 eine Re-Klassifizierung, mit der Diening faktisch von der Teilnahme an den Paralympics ausgeschlossen wurde. 
Diening ist IT-Projektmanagerin von Beruf.